# Electronic Arts
Electronic Arts ili EA (NASDAQ: ERTS) je međunarodni proizvođač, izdavač i distributer videoigara. Osnovao ju je Trip Hawkins, godine 1982. Kroz godine, tvrtka je rasla, pa je ranih 2000-ih bila jedna od najvećih proizvođača videoigara na svijetu. U svibnju 2008., Electronic Arts je imao prihod od $4.02 milijardi američkih dolara. Najpoznatiji proizvodi Electronic Artsa su većinom iz EA Sportsa (pod vlasništvom Electronic Artsa). Poznati serijali videoigara EA Sportsa su: FIFA, Harry Potter, Need for Speed, Medal of Honor, The Sims, Battlefield i kasnije Burnout i Command & Conquer serijal.

## Povijest

### 1982. – 1991.
U veljači 1982. godine, Trip Hawkins je dogovorio sastanak s Donom Valentinom iz Sequoia Capitala da bi raspravili o financijama za njegov novi pothvat, Amazin' Software. Valentine je podupirao Hawkinsa da napusti Apple Inc., u kojem je Hawkins služio kao direktor marketinga proizvoda, i dopustio mu je svoj ured da bi započeo tvrtku. 28. svibnja 1982., Trip Hawkins je osnovao i uspostavio tvrtku s osobnim ulogom od približno 200.000 USD. Sedam mjeseci kasnije u prosincu 1982., Hawkins je osigurao 2 milijuna USD poduzetničkog kapitala iz Sequoia Capitala, Kleiner Perkins Caufield & Byersa, i Sevin Rosen Fundsa.
Za više od sedam mjeseci, Hawkins je poboljšao Electronic Artsov poslovni plan. Uz pomoć svog prvog zaposlenika, Richa Melmona, napisao je the originalni plan, na Apple II u Sequoia Capitalovom uredu, u kolovozu 1982. godine. Za to vrijeme, Hawkins je također zaposlio dva bivša zaposlenika Applea, Davea Evansa i Pata Marriotta, kao proizvođače. Poslovni plan je opet poboljšan u rujnu i ponovno provjeren 8. listopada 1982. godine. Između rujna i studenog, broj zaposlenika se povećao na 11, uključujući Tima Motta, Binga Gordona, Davida Maynarda, i Stevea Hayesa. Kako je prostor za ured priskrbila tvrtka Sequoia Capital, EA je se premjestio na novu lokaciju, San Mateo pokraj aerodroma San Francisco. Broj zaposlenika se brzo povećavao tijekom 1983., uključujući Dona Daglowa, Richarda Hillemana, Stewarta Bonna, Davida Gardnera i Nancyja Fonga.
Hawkins je odlučio prodavati proizvode direktno kupcima. Uz činjenicu da je Hawkins bio još pioner u novim brandovima igara, ovo je se činilo još većim izazovom. Manji trgovci su htjeli kupiti poznate brandove od postojećih partnerskih distributora. Usprkos tome, prihod je bio 5 milijuna $ u prvoj godini i 11 milijuna $ kasnije. Bivši glavni izvršni direktor (CEO), Larry Probst, stigavši kao podprdsjednik (VP) za prodaju kasne 1984. i pomogao je tvrtki da dobije porast od 18 milijuna $ u njegovoj trećoj punoj godini. Udruženje s postojećom prodavajućom upravom, uključujući Nancy Smith, David Klein i David Gardner, Probst je sagradio najveću prodavaću silu od svih američkih proizvođača videoigara. Ova politika djeljenja direktno s manjim trgovcima je dala Electronic Artsu više margine i bolju tržišnu svijest, ključnu prednost i utjecaj kojim je preskočila svoje protivnike. U prosincu 1986., David Gardner i Mark Lewis su se premjestili u Ujedinjeno Kraljevstvo da bi otvorili europsko sjedište. Electronic Arts Games je mnoge videoigre u Europi imao pretvorene u verziju za kasete, taj je posao vodio Ariolasoft. Manja tvrtka u Walesu je već imala ime Electronic Arts, pa je do 199. godine Electronic Arts u Ujedinjenom Kraljevstvu legalno bio poznat kao EOA, ime uzeto iz njihovog kocka/krug/trokut logotipa. Velška tvrtka je prestala s radom 1997. godine, pa je Electronic Arts uzeo prava na ime.
Većina prvotnih zaposlenika tvrtke nisu voljeli ime Amazin' Software, koje je Hawkins ispočetka odabrao kada je osnovao tvrtku. Dok je bio u Appleu, Hawkins je uživao u poslovnim sastancima u Pajaru, Kalifornija, pa je organizirao tav sastanak za EA u listopadu 1982. godine. Nakon dugog poslovnog dana, dvadeset zaposlenika i savjetnika koji su bili prisutni su se dogovorili da će ostati tu noć i vidjeti mogu li se jednoglasno dogovoriti oko novog imena tvrtke.
Hawkins je proizveo ideju o postupanju softwareu kao obliku umjetnosti, pa je software proizvođače zvao "software umjetnici."  Hence, zadnja verzija poslovnog plana je predlagao ime "SoftArt". Međutim, Hawkins i Melmon su poznavali osnivače Software Artsa, tvorce VisiCalca, pa su mislili da će njihovo dopuštenje biti nabavljeno. Ipak, Dan Bricklin nije htio dati prava na ime jer je previše sličilo na Software Arts. Koncept imena su voljeli svi zaposlenici.  Hawkins je također pročitao najprodavaniju knjigu filmskom studiju, United Artists, i volio je reputaciju koju je tvrtka stekla. Raniji savjetnici, Andy Berlin, Jeff Goodby, i Rich Silverstein, također su bili za taj prijedlog pa su raspravu vodili Hawkins i Berlin. Hawkins je rekao da su svi glasali, ali će izgubiti ako zaspnu.
Trip Hawkins je volio riječ "electronic" (hr: "elektronički"), pa je velik broj zaposlenika imao na umu fraze "Electronic Artists" i "Electronic Arts". Ostali su preferirali Gordonov prijedlog "Blue Light", izraz iz filma "Tron". Kad je Gordon i ostali počeli navaljivati na prijedlog "Electronic Artists" ("Elektronički umjetnici")", u posveti za filmsku tvrtku United Artists; no za razliku od nijh, Steve Hayes je rekao: "Mi nismo ujetnici, oni su...", čime je htio reći da su umjetnici proizvođači čije će videoigre EA proizvoditi. Ova izjava Hayesa je odmah nagnula sudionike da potvrde ime Electronic Arts.
Electronic Artsov pristup davanja zasluga njihovim dizajnerima je bio jedan od zaštitnih znakova Electronic Artsa u njihovim ranim godinama. Ova karakterizacija je dodatno pojačala proizvodnju s omotima poput glazbenih albuma, jer je Hawkins mislio da će takva vrsta omota smanjiti troškove dostave.  EA je i dalje svoje dizajnere i proizvođače nazivao "umjetnicima" i za njihove fotografije su bile na mnogim njihovim igrama, kao i na mnogim magazinima.  EA je djelio svoje velike prihode s dizajnerima; pa je zbog sjajna pristupa, privukao najbolje dizajnere i proizvođače. Kockasti, "glazbeni" omot igara (poput omota za M.U.L.E. i Pinball Construction Set) je bila popularna zamisao Electronic Artsa, koji je htio predstavljati svoje dizajnere kao "rock zvijezde". Nakon vrlo uspješne poizvodnje osobnih računala (PC), Electronic Arts je kasnije proizvodijo i konzole i videoigre također. Kasnije, Trip Hawkins je napustio EA da bio osnovao 3DO tvrtku.

### 1991. – 2007.
Trenutačno sjedište Electronic Artsa je u Redwood Shoresu, susjedstvu Redwood Cityja, Kalifornija. Zbog odlaska Trip Hawkinsa, Larry Probst je preuzeo vodstvo tvrtke, te ju vodi i danas. Probst je sebe smatrao čovjekom s načelima i odbio je pratiti "M-rangirane" igre, stvorene od tvrtke Take-Two Interactive, čiji je naslini Grand Theft Auto (GTA) serijal postao najdominantniji u industriji videoigara od 2000. through 2003. godine. Kao rezultat toga, Probst je dosta kritiziran od strane analitičara Wall Streeta, koji su vjerovali da zbog takve politike, EA-ov prihod je manji nego što bi trebao biti. Krajem ožujka 2005., Electronic Arts je izadao svoje prvo profit upozorenje, okrivivši oskudicu hardwarea i manju plaću.
Tzv. "M-rangirane" igre nisu nove EA-u: 1999. godine, EA je odobrio izdavanje svoje prve takve igre, System Shock II za PC. Probst je kasnije promijenio stav o "M-rangiranim" igrama, ali EA ima još nekoliko takvih naslova. 2004.godine, EA je dao multimilijunsku donaciju za proizvodnju igara prema sveučilištu Južne Kalifornije za interaktivne medije. Zbog doncije, EA-ovo osoblje je počelo aktivno učiti u toj školi. 1. veljače 2006., Electronic Arts je najavio da će otpustiti 5% svog osoblja diljem svijeta. 20. lipnja 2006., EA je otkupio Mythic Entertainment, koji je uprvao tada završio Warhammer Online.
Nakon što je SEGA-ina igra ESPN NFL 2K5 uspješno otela tržište Electronic Artsovom Madden NFL-u tijekom 2004. godine, EA je odgovorio s dobivanjem nekoliko velikih sportskih licenci, uključujući i ugovor s NFL-om, te u siječnju 2005., petnaestogodišnji ugovor s ESPN-om, slično ugovoru Take-Two Interactivea s Major League Baseball-om. Ugovor s ESPN-om je EA-u dao sva prva na ESPN-ov udio za športske videoigre. Dana 11. travnja 2005. EA je najavio sličan, šestogodišnji ugovor s tvrtkom Collegiate Licensing Company (CLC) za sva prava na sveučilišni (američki) nogomet.
Većina EA-ovog uspjeha, i u prodaji i u zaradi, je nastao zbog njegove strategije o platformsko-agnostičkoj proizvodnji i dizajniranju jakih višegodišnjih serijala. EA je bio prvi izdavač koji je izdao godišnje dopune (eng: updates) svojih sportskih serijala Madden, FIFA, NHL, NBA Live, Tiger Woods, itd., s dopunjenim popisom igrača i manjim grafičkim poboljšanjima. Znajući da bi neki serijal mogao "zamoriti" potrošače, EA je 2006. godine najavio da će se više koncentrirati na što originalnije igre.

### 2007.-danas

#### 2007.
U veljači 2007., Probst je dao otkaz na mjesto CEO-a, ali je ostao u upravi tvrtke. Njegov osobno odabrani nasljednik je postao John Riccitiello, koji je radio u Electronic Artsu nekoliko godina, iako je jedno vrijeme prestao raditi za EA, pa je se vratio. Riccitiello je prije radio za tvrtke Elevation Partners, Sara Lee i Pepsico. U lipnju 2007., novi CEO, John Riccitiello, najavio je da će se EA reorganizirati u četiri podružnice, svaka s odgovornošću za svoje proizvode. Svrha reorganizacije je bila da se osnaže EA-ove podružnice i da bi radile autonomnije, dinamičnije, odlučnije, te da bi povećale kreativnost i kvalitetu, i izdavali brže svoje videoigre na tržište. Ta reorganizacija došla nakon mnogo godina Electronic Artsovog sjedinjenja i otkupljanja manjih tvrtki, pa su neki EA optužili da je zbog toga smanjio kvalitetu svojih videoigara. 2008. godine, na DICE sastanku, Riccitiello je rekao da je raniji pristup "kupovanja i pripajanja" bio pogreška, često su "odnijeli" kreativnost i talent manjim tvrtkama i studijima. Riccitiello je izjavio da odvojenost Electronic Artsa dopušta nezavisnim dizajnerima autonomnost u većoj mjeri; te je izjavio da su Maxis i BioWare primjeri uspješnih tvrtki u novom sastavu.
Također, 2007. godine, EA je najavio da će neke svoje najveće igre izdati za Macintosh. EA je izdao Battlefield 2142, Command & Conquer: Tiberium Wars, Harry Potter i Red feniksa, Madden NFL 08, Need for Speed: Carbon i Spore za Mac. Sve novije igre za Macintosh koriste Cider, tehnologiju koju je proizveo TransGaming, a koja dopušta Intelovim Macovima da pokreću Windowsove igre.
U listopadu 2007. godine, EA je izdao "Super Computer International", industriju koja nabavlja igraće poslužitelje za proizvođače koji trenutno proizvode programsku podršku "PlayLinc". Tjedan dana kasnije, otkupili su VG Holding Corp, partnersku tvrtku BioWarea i Pandemic Studiosa.

#### 2008.
U veljači 2008. godine, otkriveno je da je Electronic Arts dao ponudu za preuzimanje rivalske tvrtke Take-Two Interactive. Nakon početne ponude od 25 USD po komadu, uprava Take-Two Interactivea ju je odbila. Zatim je EA povećao ponudu na 26 USD po komadu, te premiju od 64% i rekao je javnosti za ponudu. Prije ponude, govorkalo je se po internetu da će Take-Two vjerojatno biti otkupljen od neke veće tvrtke, spominjajući Viacom kao mogući kupac. U svibnju 2008., EA je najavio da će otkupiti iznose od Hands-On Mobilea Korea, južnokorejske tvrtke za proizvodnju i izdavanje mobilnih igara. Tvrtka je nakon otkupljenja postala EA Mobile Korea. U rujnu 2008., EA je odustao od kupnje tvrtke Take-Two Interactive. Nijedan razlog za odustajanje nije dan.
6. studenog 2008., potvrđeno je da Electronic Arts zatvara svoj Casual Label i sastavio ga je s Hasbrom, partnerom za The Sims podružnicu. EA je također potvrdio odlazak Kathy Vrabeck, prijašnje predsjednice EA Casual podružnice u svibnju 2007. godine. EA je dao izjavu o spajanju: "Naučili smo puno o Casual entertainmentu (hr: Ležerna zabava) zadnje dvije godine, i otkrili smo da "ležerna" proizvodnja igara čini jedan žanr. S odlaskom, EA reorganizira integriranje "ležernih" igara — proizvodnju i izdavanje — u ostale podružnice. Spajamo naš Casual Studios, Hasbro, i The Sims podružnice u novu Sims i Casual podružnicu, gdje je velika usklađenost u dizajniranju proizvoda i prodaji. [...] Sljedećih dana i tjedana, reći ćemo više najva u izvješćima o ostalim poslovima u Casual Studiosu, kao i u EA Mobileu, Pogo-u, Media Salesu i Online Casual Initiativesu. Ti poslovi i dalje ostaju rastući prioriteti za EA i zaslužuju jaku podršku u kupini koja će objašnjavati njihove ciljeve." Ova izjava je rečena tjedan dana nakon Electronic Artsove najave o otpuštanju 6% od oko 600 njihovih zaposlenika, i imao je neto dobit u minusu od 310 milijuna dolara za prvu četvrtinu godine.

#### 2009.
Zbog Ekonomske krize, Electronic Arts je mao slabiju godinu od očekivanog, pa je u veljači 2009. otpustio oko 1100 zaposlenika, što je oko 11% njihove radne snage. Uz to, zatvorit će i dva objekta, ali još nije poznato koja.  Na konferenciji za novinare, Riccitiello je izjavio da nihovo slabo djelovanje krajem godine nije zbog ekonomske krize, nego zbog činjenice da nisu izdali nijedan veliki proizvod. Na kraju godine, 31. prosinca 2008.  tvrtka je izgubila 641 milijuna USD. Od početka svibnja 2009., studio EA Redwood Shores je poznat kao Visceral Games.
24. lipnja 2009. godine, EA je najavio da će spojiti dvije podružnice, BioWare i Mythic u RPG i MMO proizvođačku skupinu. Točnije, Mythic je od tada u vlasništvu BioWarea, a Ray Muzyka i Greg Zeschuk će biti upravitelji nove skupine. Uspješnost skupine tek treba vidjeti.

## Videoigre
Neke od najpoznatijih videoigara u povjesti videoigra je proizveo Electronic Arts, a neke od nijh su na popisu ispod. Iako je EA izdao ove igre, nije ih sve proizveo; neke igre su proizvele njegove podružnice. EA je prvu igru proizveo 1987. godine.
- Pinball Construction Set (1983.)[29]
- Archon (1983.)
- Archon II: Adept
- M.U.L.E. (1983.)
- Bard's Tale (1985.)
- Mail Order Monsters (1985.)
- Starflight (1986.)
- Skate or Die! (1987.)
- Lakers versus Celtics (1989.)
- Populous (1989.)
- Desert Strike: Return to the Gulf
- FIFA serijal (1993.-danas)
- Need for Speed (1994.-danas)
- Ultima Online (1997.)
- Command & Conquer serijal (1999.-danas)
- Dungeon Keeper serijal
- SimCity series (1999.-danas)
- Medal of Honor serijal (1999. – 2008.)
- SSX (2000. – 2008.)
- James Bond serijal (1999. – 2005.)
- The Sims serijal (2000.-danas)
- Burnout serijal (2001.-danas)
- Battlefield serijal (2002.-danas)
- Madden NFL series (1989.-danas)
- NCAA Football serijal (1993.-danas)
- Crysis serijal (2007.-danas)
- Rock Band series (2007.-danas)
- Mass Effect (2007.)
- EA Skate (2007.)
- Spore (2008.)
- Dead Space (2008.)
- Mirror's Edge (2008.)

## Sastav tvrtke

### Osnovne podružnice
Sljedeći popis prikazuje osnovne (glavne) podružnice Electronic Artsa:
- EA Games
  - Visceral Games
  - EA Los Angeles
  - EA Montreal
  - BioWare
  - EA Digital Illusions CE
  - Pandemic Studios
  - EA Black Box
  - Maxis
  - EA Phenomic
  - Criterion Games
  - Mythic Entertainment
- EA Sports
  - EA Tiburon
  - EA Canada
  - EA Sports BIG
  - EA-NC
- EA Play
  - EA Hasbro
  - Pogo.com
  - EA Mobile
- "The Sims" podružnica

### Cijeli popis

#### Sadašnje podružnice
- Criterion Games — Guildford, Ujedinjeno Kraljevstvo
- EA Digital Illusions CE — Stockholm, Švedska
- EA Black Box — Vancouver, British Columbia, Kanada
- EA Canada — Burnaby, British Columbia
- EA China — Šangaj, Kina
- EA Turkey — Istanbul, Turska
- EA Turkey — Ankara, Turska
- EA Los Angeles (prije Westwood Studios) — Los Angeles, Kalifornija, SAD
- EA Montreal — Montréal, Quebec
- EA Casual Entertainment
- Mythic Entertainment (prije EA Mythic) — Fairfax, Virginia
- EA North Carolina — Morrisville, Sjeverna Karolina
- EA Korea — Seoul, Južna Koreja
- EA Byrnest — Mount Sinai, New York
- Visceral Games — Redwood City, Kalifornija (prije EA Redwood Shores)
- EA Freestyle — San Francisco, Kalifornija (prije EA Sports BIG)
- EA Singapore  Arhivirana inačica izvorne stranice od 16. kolovoza 2021. (Wayback Machine)
- EA UK — Guildford, Surrey
- EA India, Noida
- Maxis — Emeryville, Kalifornija
- EA Phenomic — Ingelheim, Njemačka
- EA Tiburon — Maitland, Florida
- EA Salt Lake — Bountiful, Utah (prije Headgate Studios)
- EIS — Madrid, Španjolska
- EA Mobile — Bukurešt, Rumunjska i Hyderabad, Indija
- EA Studio — Bukurešt, Rumunjska, od 2008.
- EA Atlanta — Atlanta, Georgia, od listopada 2007.
- BioWare — Edmonton, Alberta, Kanada i Austin, Teksas, od siječnja 2008.
- Pandemic Studios — Los Angeles, Kalifornija i Brisbane, Queensland, Australija, od siječnja 2008.

#### Bivše podružnice
- Original HQ — San Mateo, Kalifornija – premješten u Redwood City, 1998.
- Origin Systems — Austin, Texas – otkupljen 1992., zatvoren 2004.
- Bullfrog Productions — Surrey, Engleska – otkupljen 1995, spojen u EA UK i zatvoren 2001.
- EA Baltimore — Baltimore, Maryland – osnovan 1996. kao dio Origina, zatvoren 2000.
- EA Seattle — Seattle, Washington, Washington – (prije Manley & Associates), osnovan 1996., zatvoren 2002.
- Maxis — Walnut Creek, Kalifornija – otkupljen 1997., pomaknut 2004. u Redwood City
- Westwood Studios — Las Vegas, Nevada – otkupljen 1998., zatvoren 2003.
- EA Pacific (bio poznat kao Westwood Pacific) — Irvine, Kalifornija – bivši dio Virgin Interactivea, otkupljen s Westwoodom 1998., zatvoren 2003.
- Kesmai (poznat i kao GameStorm) – otkupljen 1999., zatvoren 2001.
- DICE Canada Canada — London, Ontario – otkupljen 2. listopada 2006.; zatvoren odmah nakon otkupljenja.
- EA Japan — Tokio, Japan – premješten u EA Partners
- EA UK — Chertsey, Ujedinjeno Kraljevstvo premješten na EA UK u Guildfordu
- EA Chicago — Chicago, Illinois (prije NuFX) – otkupljen 2004., zatvoren 6. studenog 2007.[31]

## Vanjske poveznice
- Službena stranica
- Electronic Arts na Curlie
- Electronic Arts kod MobyGames-a
- MobileGamesDB

Poslovni podatci
- Electronic Arts, Inc. na Google Finance
- Electronic Arts, Inc. na Yahoo Finance
- Electronic Arts, Inc. na Hoover'su
- Electronic Arts, Inc.  Arhivirana inačica izvorne stranice od 10. veljače 2007. (Wayback Machine) na Reutersu
- Electronic Arts, Inc.  Arhivirana inačica izvorne stranice od 30. lipnja 2009. (Wayback Machine) SEC filings na EDGAR Online
- Electronic Arts, Inc. SEC filings na Securities and Exchange Commission